# Непал на Светском првенству у атлетици на отвореном 2019.
Непал је учествовао на 17. Светском првенству у атлетици на отвореном 2019. одржаном у Дохи од 27. септембра до 6. октобра, четрнаести пут. Репрезентацију Непала представљала је 1 атлетичарка која се такмичила у трци на 100 метара.,
На овом првенству такмичарка Непала није освојила ниједну медаљу али је оборила национални и лични рекорд.

## Учесници
Жене:
- Сарсвати Чаудхари — 100 м

## Резултати

### Жене
| Атлетичарка       | Дисциплина | Лични рекорд | Квалификације | Квалификације | Полуфинале            | Полуфинале            | Финале                | Финале  | Детаљи |
| Атлетичарка       | Дисциплина | Лични рекорд | Резултат      | Место         | Резултат              | Место                 | Резултат              | Место   | Детаљи |
| ----------------- | ---------- | ------------ | ------------- | ------------- | --------------------- | --------------------- | --------------------- | ------- | ------ |
| Сарсвати Чаудхари | 100 м      | 13,11        | 12,72 НР, ЛР  | 8. у гр. 1    | Није се квалификовала | Није се квалификовала | Није се квалификовала | 46 / 47 |        |